# 厚叶柃
厚叶柃（学名：Eurya crassilimba）为山茶科柃木属下的一个种。

## 扩展阅读
- 維基物種上的相關：厚叶柃